# Etmopterus gracilispinis
Etmopterus gracilispinis es una especie de pez de la familia Dalatiidae en el orden de los Squaliformes.

## Morfología
Los machos pueden alcanzar 35 cm de longitud total.

## Alimentación
Come peces osteíctios, calamares, pulpos y gambas de aguas profundas.

## Reproducción
Es ovovivíparo.

## Hábitat
Es un pez de mar y de aguas profundas que vive entre 70-1.000 m de profundidad.

## Distribución geográfica
Se encuentra en el  Atlántico occidental (Virginia y Florida - Estados Unidos -, Uruguay y al sureste del    Atlántico (Provincia del Cabo y KwaZulu-Natal en Sudáfrica ).